# Portret van een man (pastiche naar Frans Hals)
Portret van een man, ook De lachende cavalier genoemd is een pastiche naar de Noord-Nederlandse schilder Frans Hals.

## Voorstelling
Het stelt een lachende soldaat voor met een grote hoed en een witte kraag. Het doet denken aan andere soldatenportretten van Hals, zoals De vrolijke drinker (Rijksmuseum Amsterdam) en De lachende cavalier (Wallace Collection), beide uit de jaren 1620.

## Toeschrijving en datering
Het schilderij werd in 1924 voor het eerst gesignaleerd bij schilder en restaurateur Theo van Wijngaarden in Den Haag. Vrijwel meteen na deze 'ontdekking' werd getwijfeld aan de echtheid van het werk. Tegenwoordig is bekend dat Van Wijngaarden zich schuldig maakte aan de handel in vervalste schilderijen en samenwerkte met vervalser Han van Meegeren. Waarschijnlijk heeft hij ook zelf vervalsingen gemaakt. Het schilderij wordt nu gezien als pastiche uit het eerste kwart van de 20e eeuw.

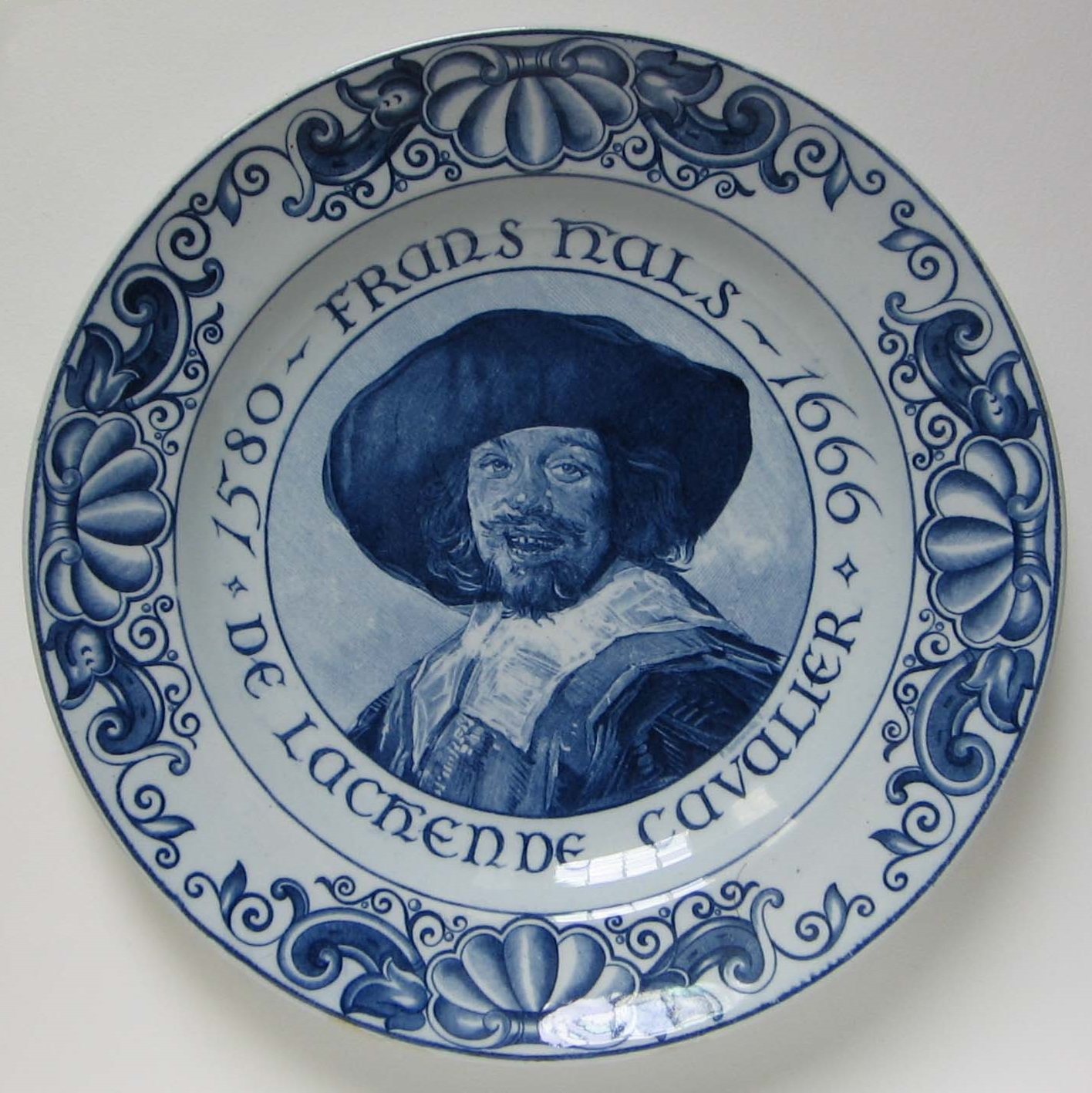
Pierre Sonneville. Wandbord. Ca. 1925.

## Herkomst
Van Wijngaarden zou het werk in 1922 of 1923 in Londen gekocht hebben. In 1925 werd het aangeboden aan Kunstsalon Paul Cassirer in Berlijn. Daarna ontbreekt ieder spoor.

## Wandbord
Rond 1925 maakte aardewerkfabriek De Sphinx in opdracht van Westland een wandbord, gegraveerd door Pierre Sonneville, met op de achterzijde de tekst ‘Echt of Onecht?’.